# Zé Menininho
José Idelfonso Feire de Souza (Cascavel, 1 de novembro de 1897 – Natal, 18 de fevereiro de 1984), conhecido pelo pseudônimo Zé Menininho, foi um sanfoneiro e compositor brasileiro.

## Primeiros anos
Em 1910, José Idelfonso deixou o Ceará e foi morar em Macau, onde trabalho nas salinas e na pesca. Mais tarde, mudou-se para Natal e trabalhou como barbeiro, especializado em cortes infantis, recebendo o apelido de "Zé Menininho".

## Sanfoneiro
Em 1924, Zé Menininho recebeu sua primeira sanfona. De acordo com a pesquisadora Leide Câmara, foi o sanfoneiro mais antigo do Brasil.
Entre 1961 e 1965, Zé Menininho apresentou o programa "Alvorada sertaneja" na Rádio Rural de Natal. Ainda na década de 1960, Zé Menininho fez apresentações em San Francisco, em Miami e no Arizona. Quando o SS Hope atracou em Natal, entre 1972 e 1974, Zé Menininho participava dos momentos de lazer da tripulação, tocando forró no convés.
Sua única composição, "Caixão de gás", foi gravada por Roberto do Acordeon.

## Homenagens e legado
O Instituto Moreira Sales, em São Paulo, guarda um acervo sobre sua vida e obra. Zé Menininho dá nome a uma rua no bairro Lagoa Azul, em Natal.